# Paralimni-See
 Der Paralimni-See (griechisch Λίμνη Παραλίμνιου; „Paralimni“ = Seeufer) ist ein 5 km² großer natürlicher und salzhaltiger See und eine Höhle in der Nähe von Paralimni im Bezirk Famagusta auf Zypern. Außerdem ist er eines der Naturschutzgebiete des europäischen Netzwerks NATURA 2000.
Er ist einer der wenigen auf Zypern gelegenen natürlichen Seen, die salzig bzw. halbsalzig sind. Es gibt nur vier andere: 
- Athalassa-See
- Salzsee von Larnaka
- Salzsee von Limassol
- Oroklini-See

## Lage
Der Paralimni-See liegt westlich von Paralimni, nordwestlich von Sotira und nördlich von Derynia im Bezirk Famagusta, im Osten von Zypern.  Östlich des Sees liegt der Wildbach Plati, der nur im Winter fließt und im Sommer trocken bleibt.

## Probleme
Der See ist eines der wichtigsten Feuchtgebiete, das von Regen (der sich in der Höhle sammelt) bedeckt ist, jedoch brachte das Probleme in den umliegenden Dörfern zum Vorschein. Deshalb wurden 1893 mehrere Kanäle geöffnet, um so das Regenwasser abfließen zu lassen und als Bewässerung auf den Feldern einzusetzen. Dadurch trocknete der See zum größten Teil wiederum aus.
Außerdem wurden im Bereich des Sees tote Tiere entsorgt oder kranke Tiere ausgesetzt, dadurch lauerten verschiedene Raubtiere in der Nähe.

## Fauna
Der Paralimni-See ist die Heimat der endemischen, ungiftigen und seltenen Wasserschlangenart Natrix–natrix cypriaca (auch Zypern-Ringelnatter), die vom Aussterben bedroht ist, und 1787 entdeckt wurde. Diese wird etwa einen Meter lang, wobei weibliche Exemplare größer werden.